# Француска на Зимским олимпијским играма 2018.
Француска учествује на Зимским олимпијским играма 2018. које се одржавају у Пјонгчанг у Јужној Кореји од 9. до 25. фебруара 2018. године. Олимпијски комитет Француске послао је 107 квалификованих спортиста у једанаест спортова. 

## Освајачи медаља

### Злато
- Перин Лафон — Слободно скијање, могули
- Мартен Фуркад — Биатлон, потера
- Пјер Волтје — Сноубординг, сноуборд крос
- Мартен Фуркад — Биатлон, масовни старт
- Мари Дорен Абер, Анајс Бескон, Симон Детју, Мартен Фуркад — Биатлон, мешовита штафета

### Сребро
- Алекси Пентиро — Алпско скијање, комбинација
- Жулија Перејра — Сноубординг, сноуборд крос
- Мари Мартино — Слободно скијање, халфпајп
- Габријела Пападакис, Гијом Сизерон — Уметничко клизање, плесни парови

### Бронза
- Анајс Бескон — Биатлон, потера
- Виктор Мифа-Жанде — Алпско скијање, комбинација
- Алекси Пентиро — Алпско скијање, велеслалом
- Жан Марк Гајар, Морис Манифика, Клемен Парисе, Адриен Бакшајдер — Скијашко трчање, штафета 4 х 10 км
- Морис Манифика, Ришар Жуве — Скијашко трчање, спринт екипно
- Анајс Шевалије, Мари Дорен Абер, Жистин Брезаз, Анајс Бескон — Биатлон, штафета

## Учесници по спортовима
| Спорт                           | Мушкарци | Жене | Укупно |
| ------------------------------- | -------- | ---- | ------ |
| Алпско скијање                  | 13       | 9    | 22     |
| Биатлон                         | 6        | 6    | 12     |
| Боб                             | 5        | 0    | 5      |
| Брзо клизање                    | 1        | 0    | 1      |
| Брзо клизање на кратким стазама | 2        | 2    | 4      |
| Нордијска комбинација           | 5        | 0    | 5      |
| Скијашки скокови                | 2        | 2    | 4      |
| Скијашко трчање                 | 9        | 4    | 13     |
| Слободно скијање                | 11       | 9    | 20     |
| Сноубординг                     | 5        | 8    | 13     |
| Уметничко клизање               | 4        | 4    | 8      |
| 11 спортова                     | 63       | 44   | 107    |